# Aghione
Aghione (korziško Aghjone) je naselje in občina v francoskem departmaju Haute-Corse regije - otoka Korzika. Leta 2011 je naselje imelo 246 prebivalcev.

## Geografija
Kraj leži v vzhodnem delu otoka Korzike 87 km južno od središča Bastie.

## Uprava
Občina Aghione skupaj s sosednjimi občinami Antisanti, Casevecchie, Noceta, Pietroso, Rospigliani in Vezzani sestavlja kanton Vezzani s sedežem v Vezzaniju. Kanton je sestavni del okrožja Corte.